# Согне-фьорд
Согне-фьорд (норв. Sognefjorden) — фьорд, расположенный на территории Согн-ог-Фьюране, Норвегия. Самый большой в Европе и второй по величине в мире после фьорда Скорсби, расположенного на восточном побережье Гренландии. Длина его — 204 км. Глубина достигает 1308 метров (он самый глубокий в Европе). В Норвегии его называют «Королём фьордов».

## Формирование
Формирование Согне-фьорда началось 2,57 млн лет назад в период плейстоцена. В результате эрозии, вызванной схождением ледников, речная система превратилась во фьорд. При этом было разрушено 7610 км³ горной породы на всей площади бассейна Согне-фьорда, которая на сегодняшний день составляет 12 518 км². Среднее углубление, вызванное эрозией, составило 610 метров, а максимальное (в восточной части) — 2850 метров. Ежегодные нормы эрозии достигли 2 мм в год.

## Состав
В состав Согне-фьорда входят множество ответвлений, некоторые из которых в свою очередь также делятся на дочерние фьорды.
- Согнесйюен (норв. Sognesjøen) (35 км)
  - Стрёумс-фьорд (норв. Straumsfjorden) (8 км)
  - Бьёрне-фьорд (норв. Bjørnefjorden) (3 км)
  - Гула-фьорд (норв. Gulafjorden) (22 км)
    - Эйс-фьорд (норв. Eidsfjorden) (10 км)
    - Нордгуль-фьорд (норв. Nordgulfjorden) (4 км)
    - Эустгуль-фьорд (норв. Austgulfjorden) (8 км)

  - Нессе-фьорд (норв. Nessefjorden) (6,5 км)
- Ли-фьорд (норв. Lifjorden) (6 км)
- Бё-фьорд (норв. Bøfjorden) (4 км)
- Рисне-фьорд (норв. Risnefjorden) (6 км)
- Икье-фьорд (норв. Ikjefjorden) (4,5 км)
- Вахэймс-фьорд (норв. Vadheimsfjorden) (5,5 км)
- Фуглсет-фьорд (норв. Fuglsetfjorden) (8 км)
  - Эиэс-фьорд (норв. Eiesfjorden) (1,8 км)
- Хёйангс-фьорд (норв. Høyangsfjorden) (8 км)
- Лоне-фьорд (норв. Lånefjorden) (3 км)
- Финна-фьорд (норв. Finnafjorden) (6 км)
- Арна-фьорд (норв. Arnafjorden) (8,5 км)
  - Индре-фьорд (норв. Indrefjorden) (2 км)
  - Фрам-фьорд (норв. Framfjorden) (1,5 км)
- Эсе-фьорд (норв. Esefjorden) (4 км)
- Фьерланд-фьорд (норв. Fjærlandsfjorden) (27 км)
  - Ветле-фьорд (норв. Vetlefjorden) (6 км)
    - Свера-фьорд (норв. Sværafjorden) (2,5 км)
- Нора-фьорд (норв. Norafjorden) (21 км)
  - Согндалс-фьорд (норв. Sogndalsfjorden) (16 км)
    - Эйдс-фьорд (норв. Eidsfjorden) (3 км)
    - Барсненс-фьорд (норв. Barsnesfjorden) (5 км)
- Эурландс-фьорд (норв. Aurlandsfjorden) (29 км)
  - Нерёй-фьорд (норв. Nærøyfjorden) (18 км)
- Лердалс-фьорд (норв. Lærdalsfjorden) (9 км)
- Ордалс-фьорд (норв. Årdalsfjorden) (16 км)
- Лустра-фьорд (норв. Lustrafjorden) (42 км)
  - Гёупне-фьорд (норв. Gaupnefjorden) (4,5 км)

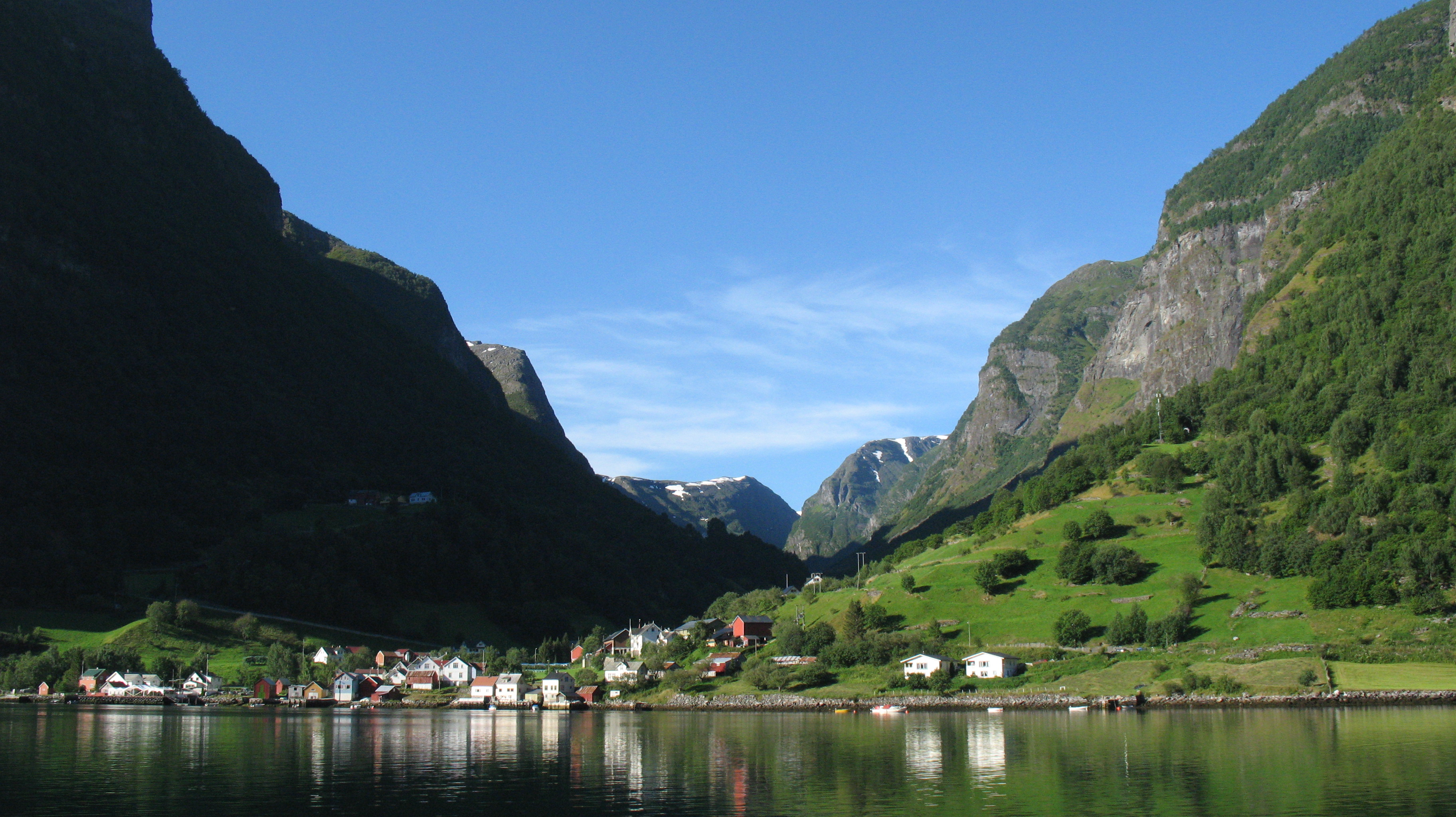
Поселение Ундредал на берегу Согне-фьорда

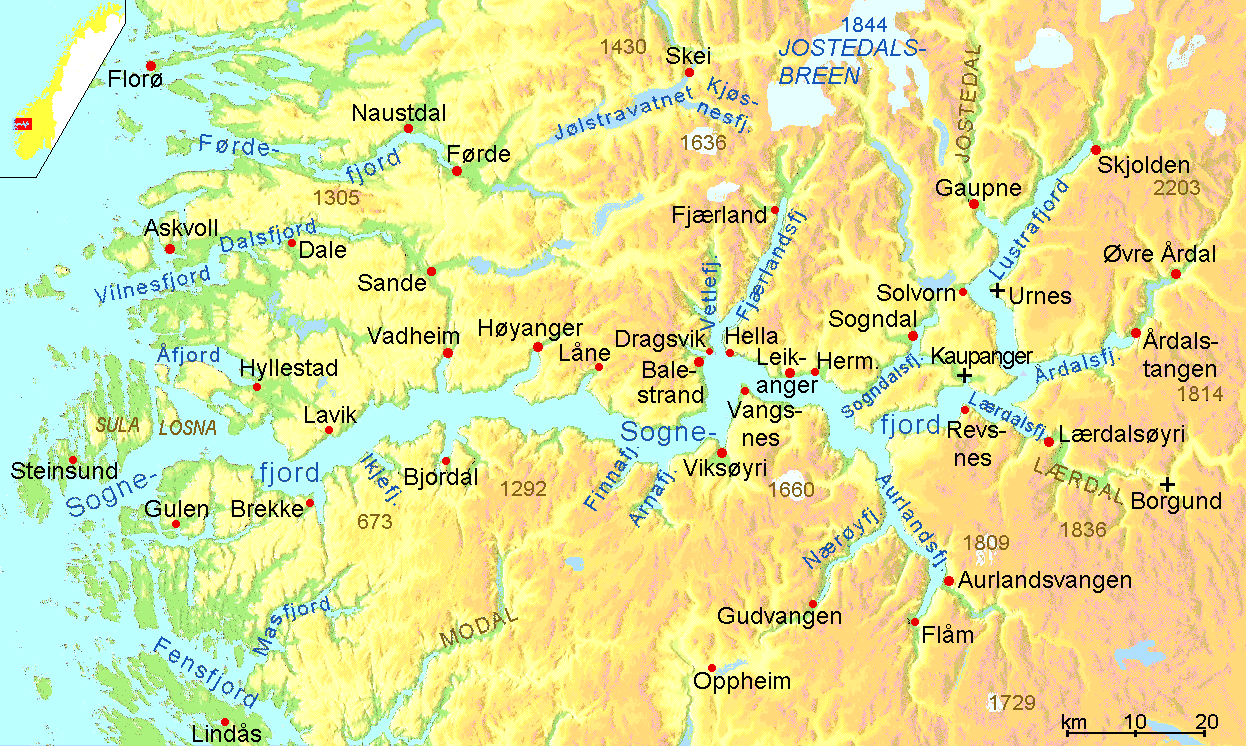
Карта Согне-фьорда с прилегающими к нему населеными пунктами

В 2005 году Нерёй-фьорд, входящий в состав Эурландс-фьорда, был включён в список всемирного наследия ЮНЕСКО наряду с Гейрангер-фьордом (норв. Geirangerfjorden).

## Галерея

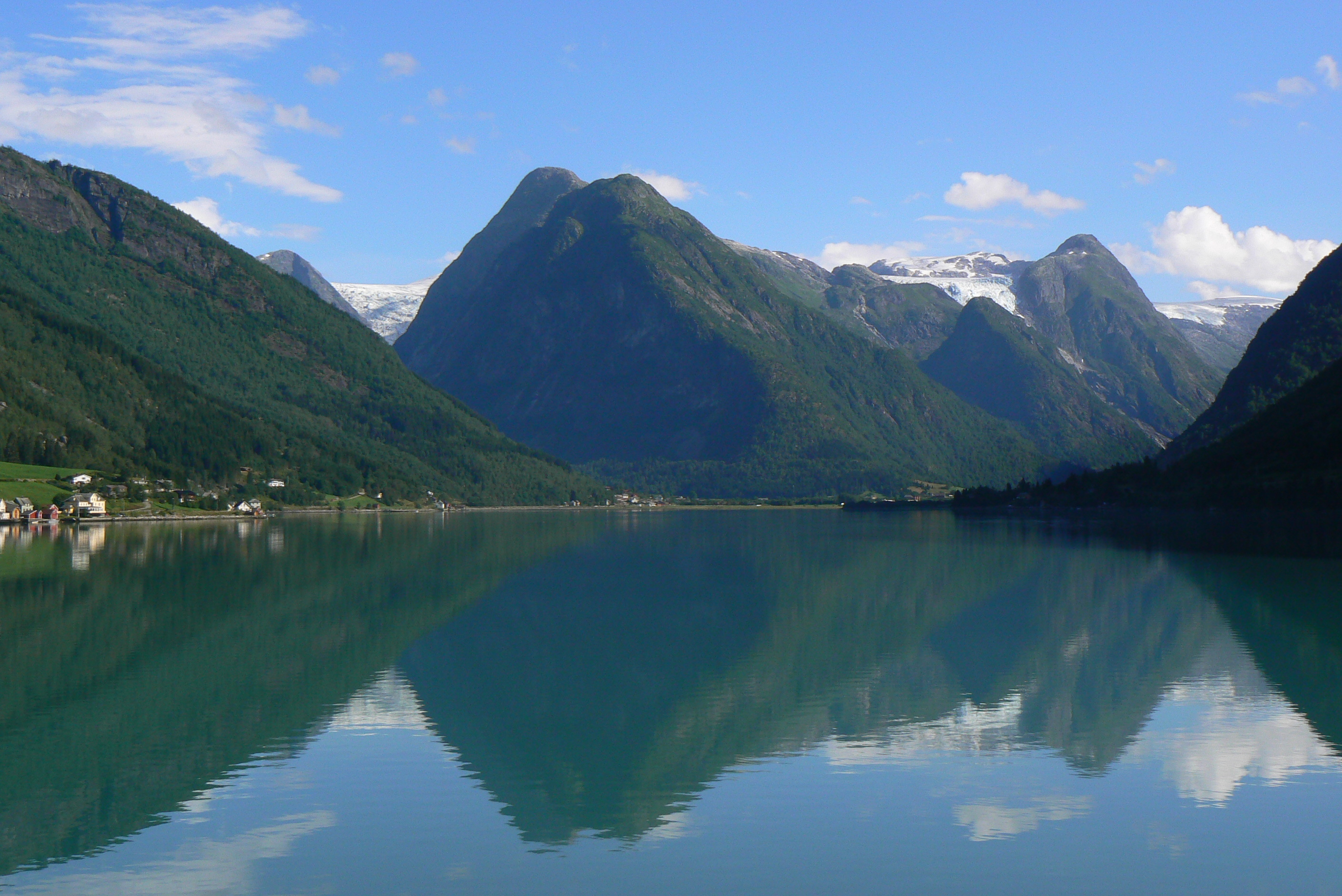
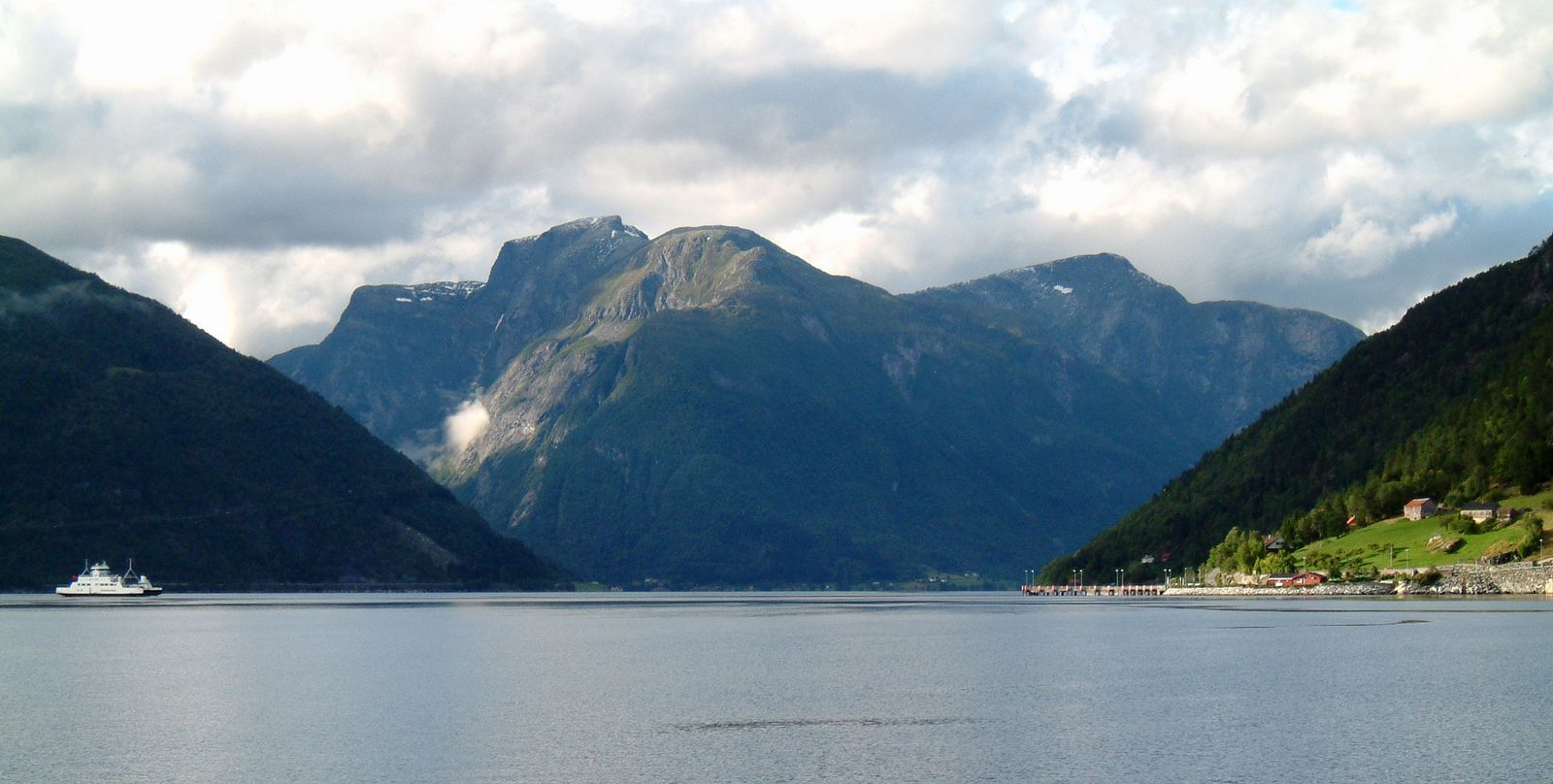
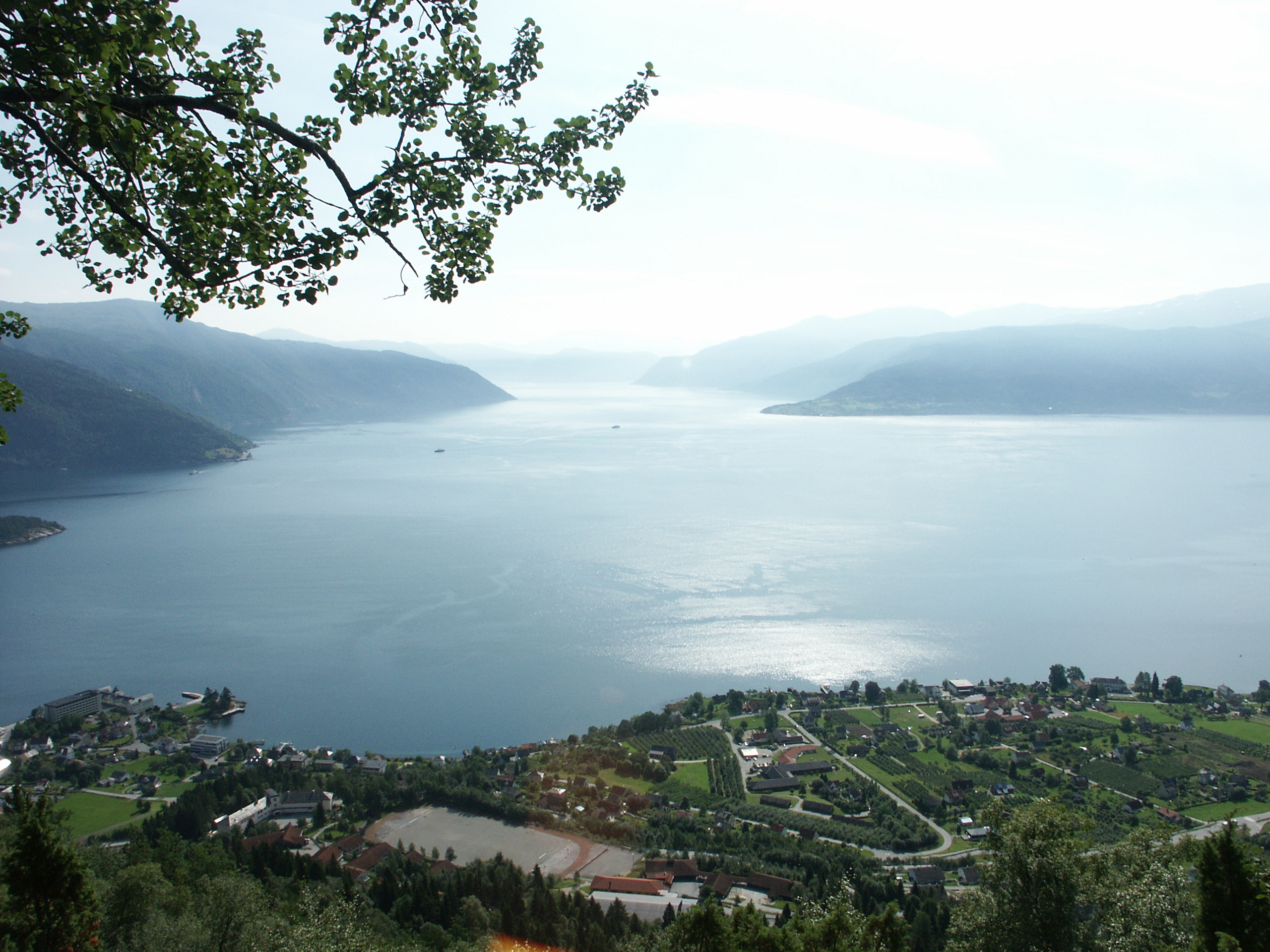
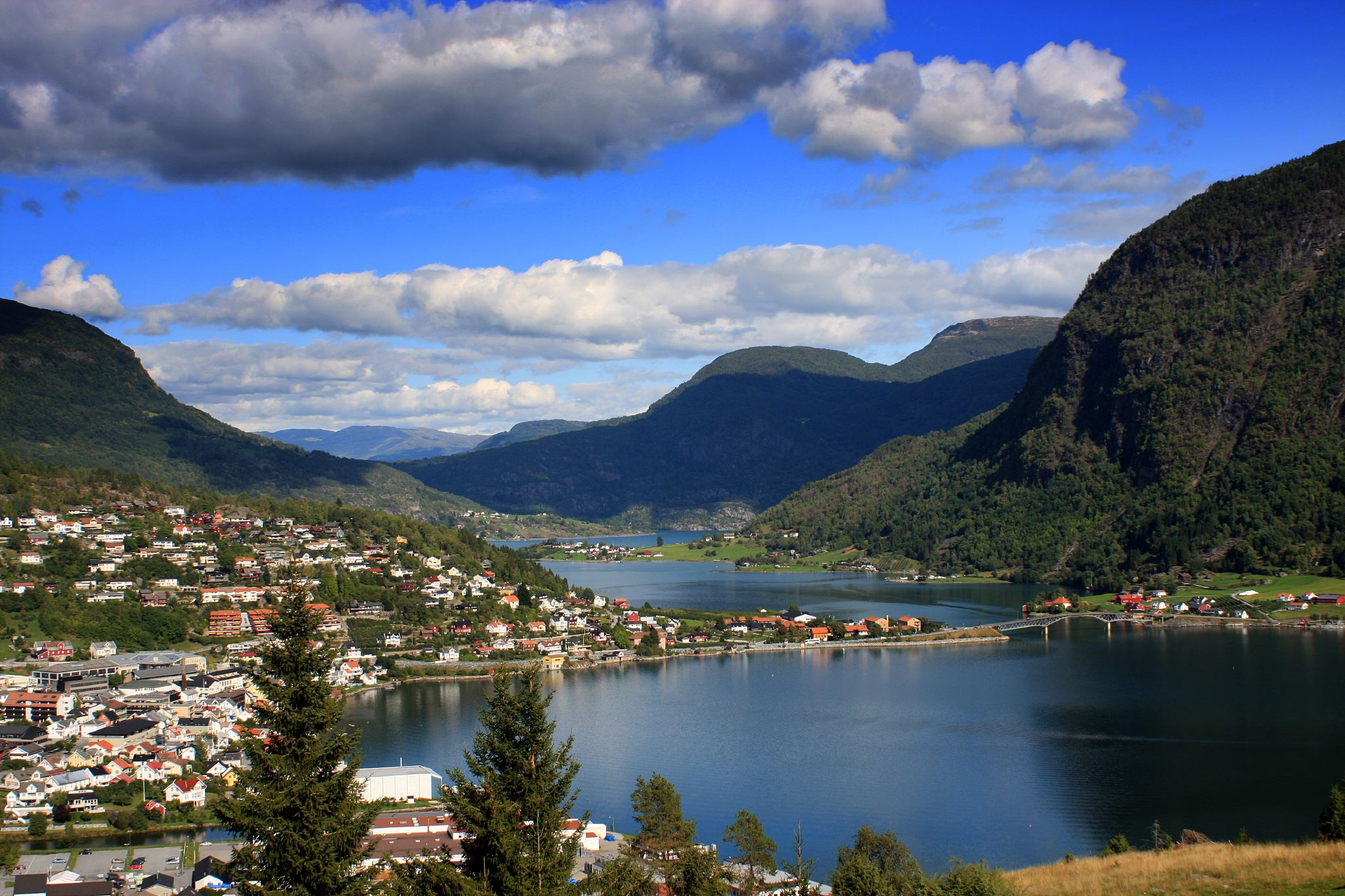
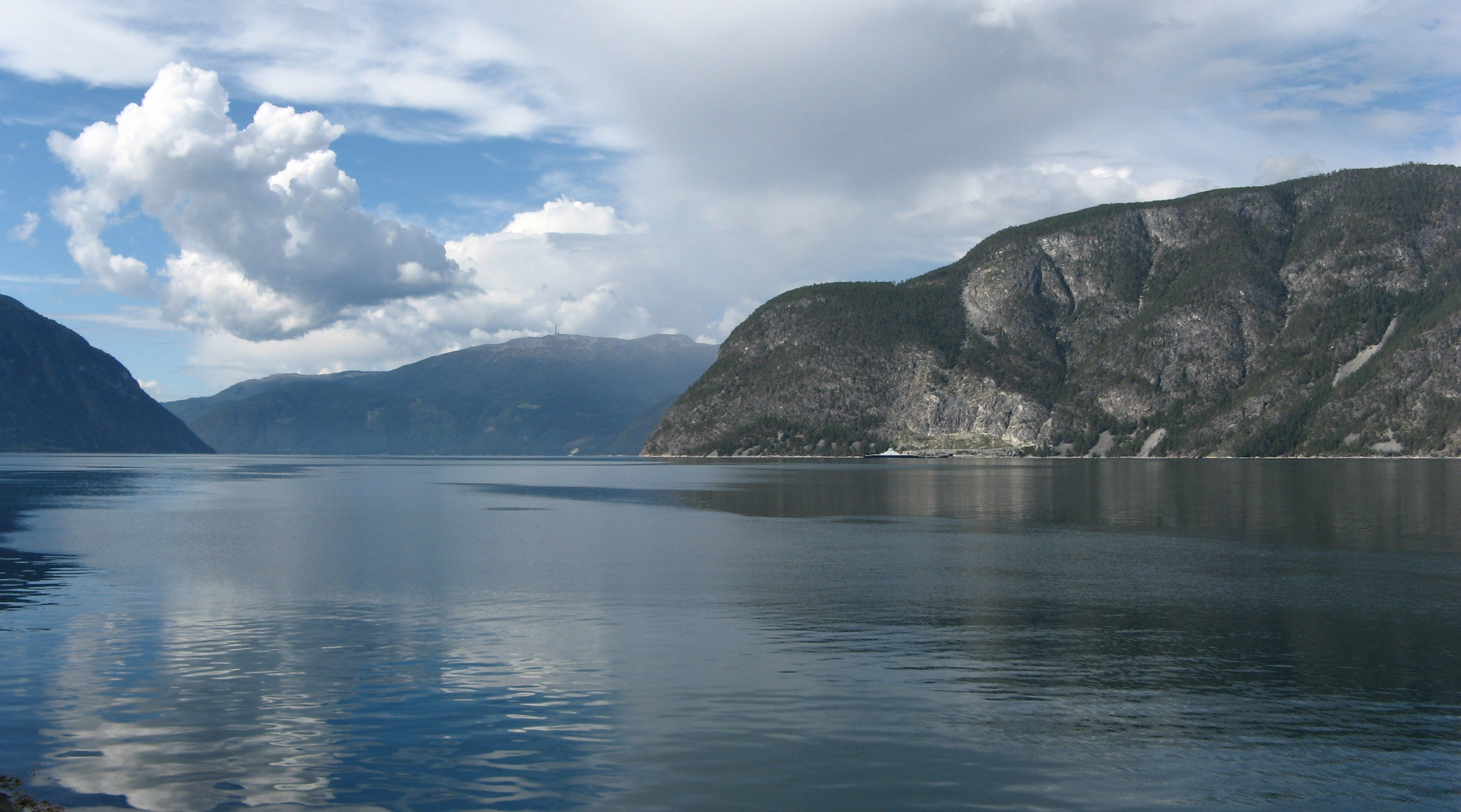
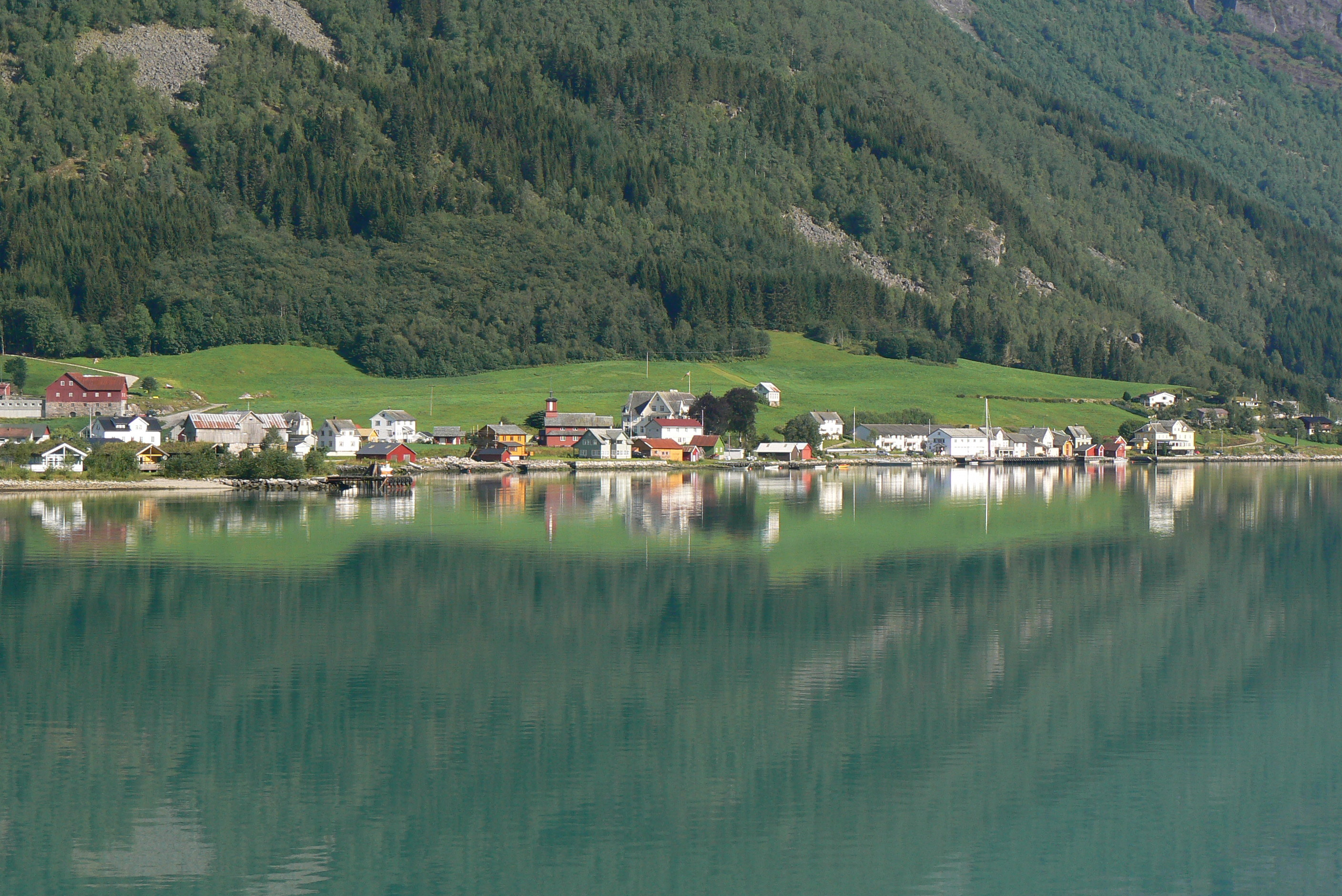
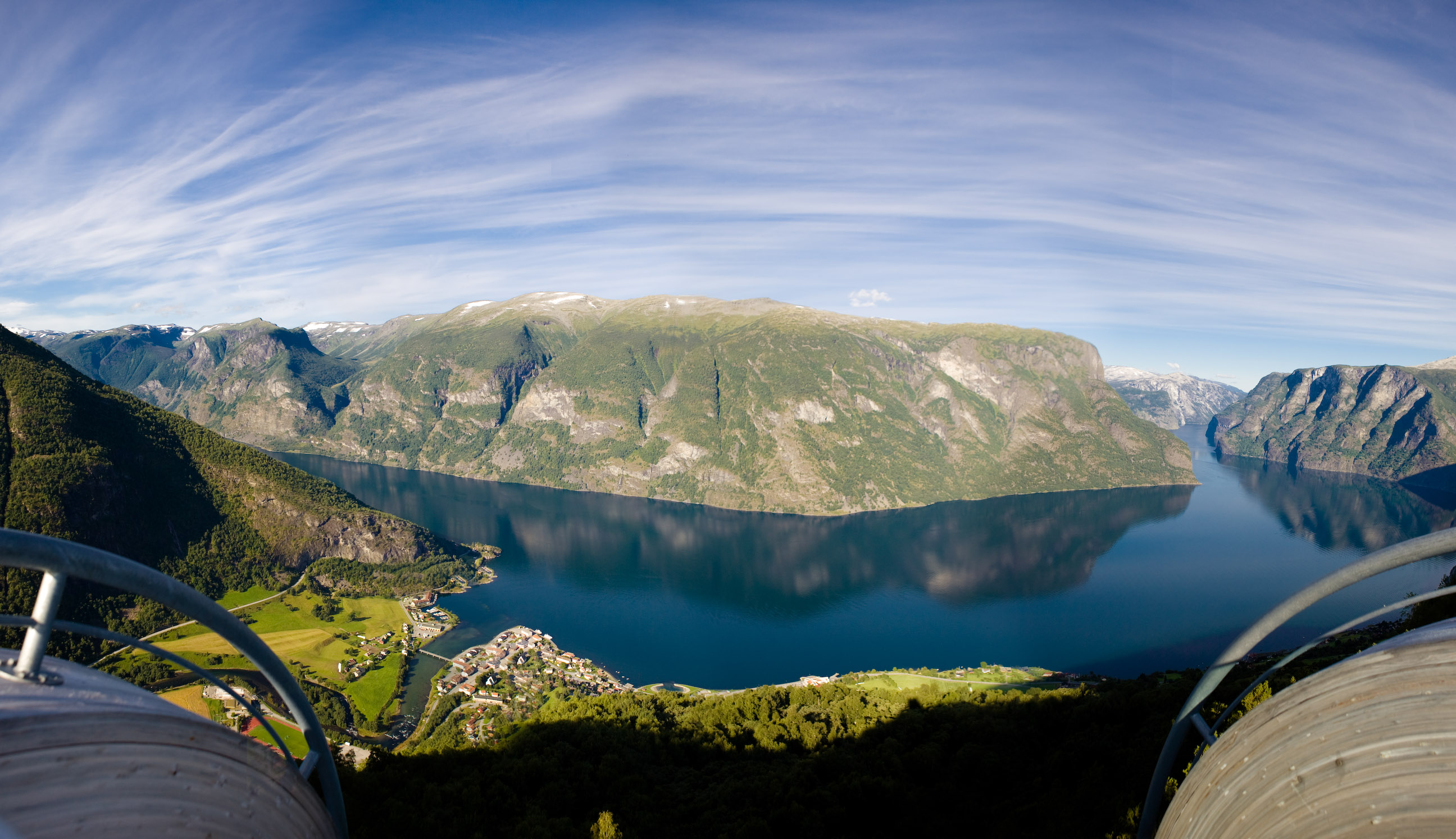
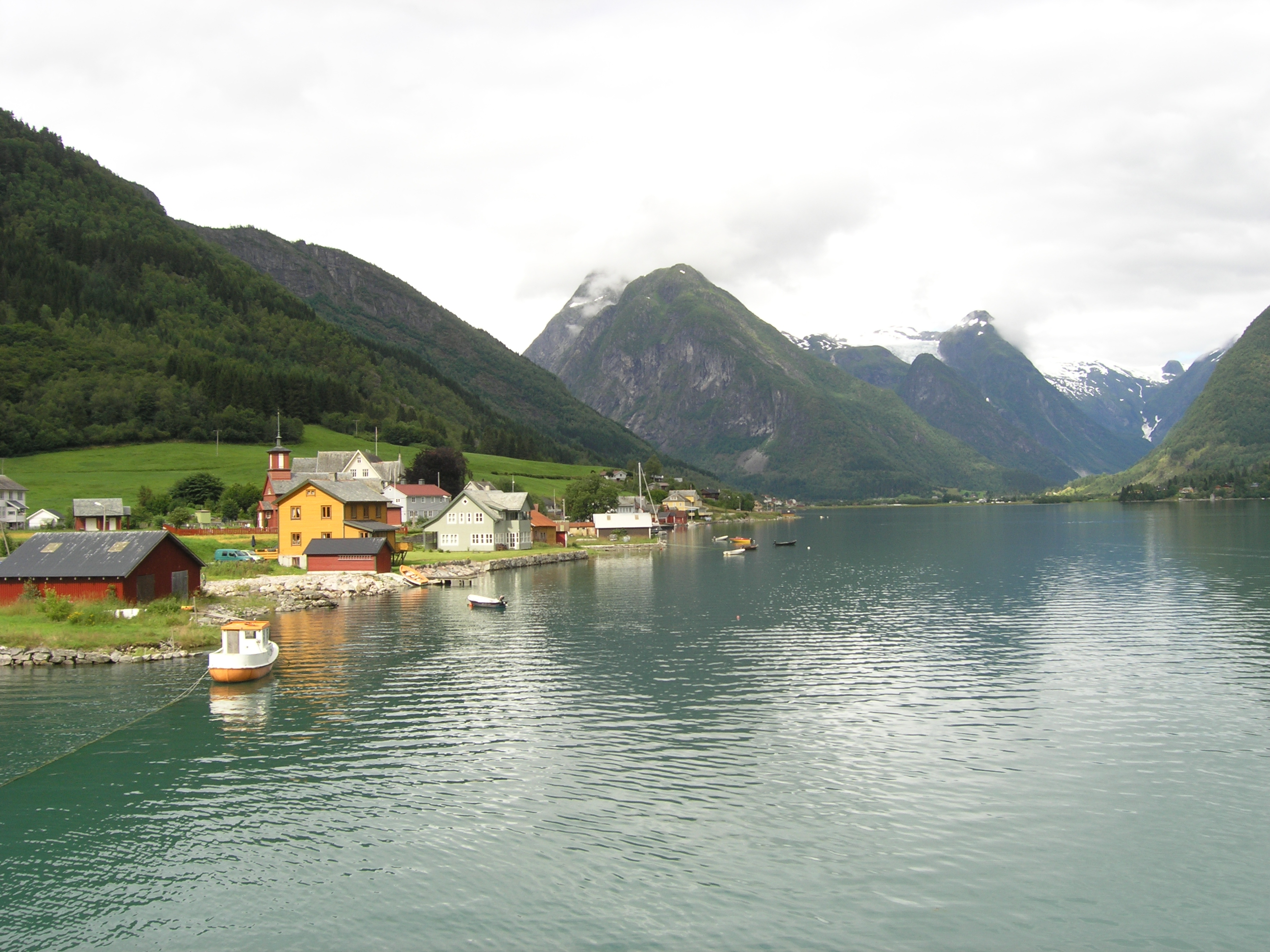
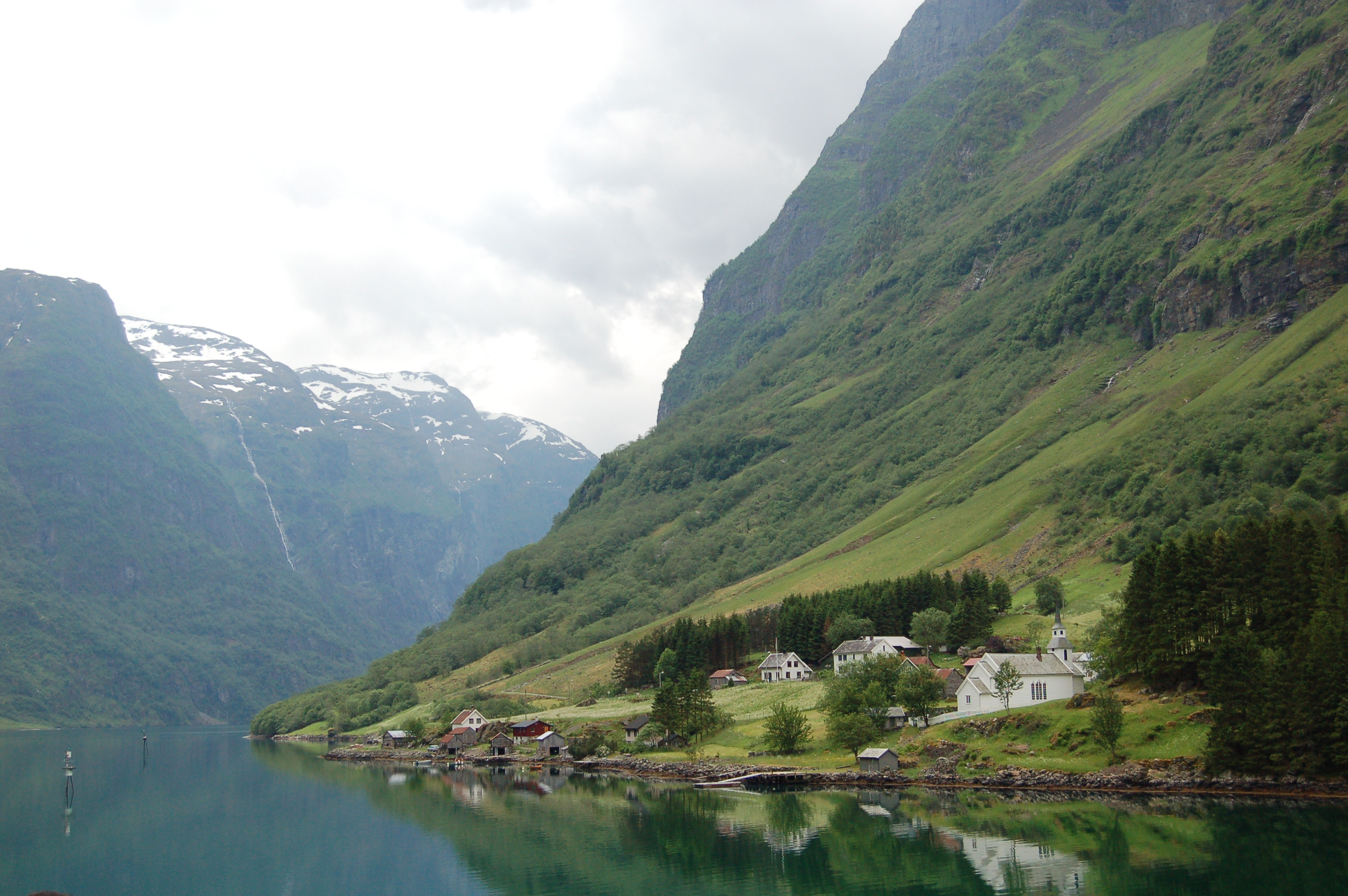
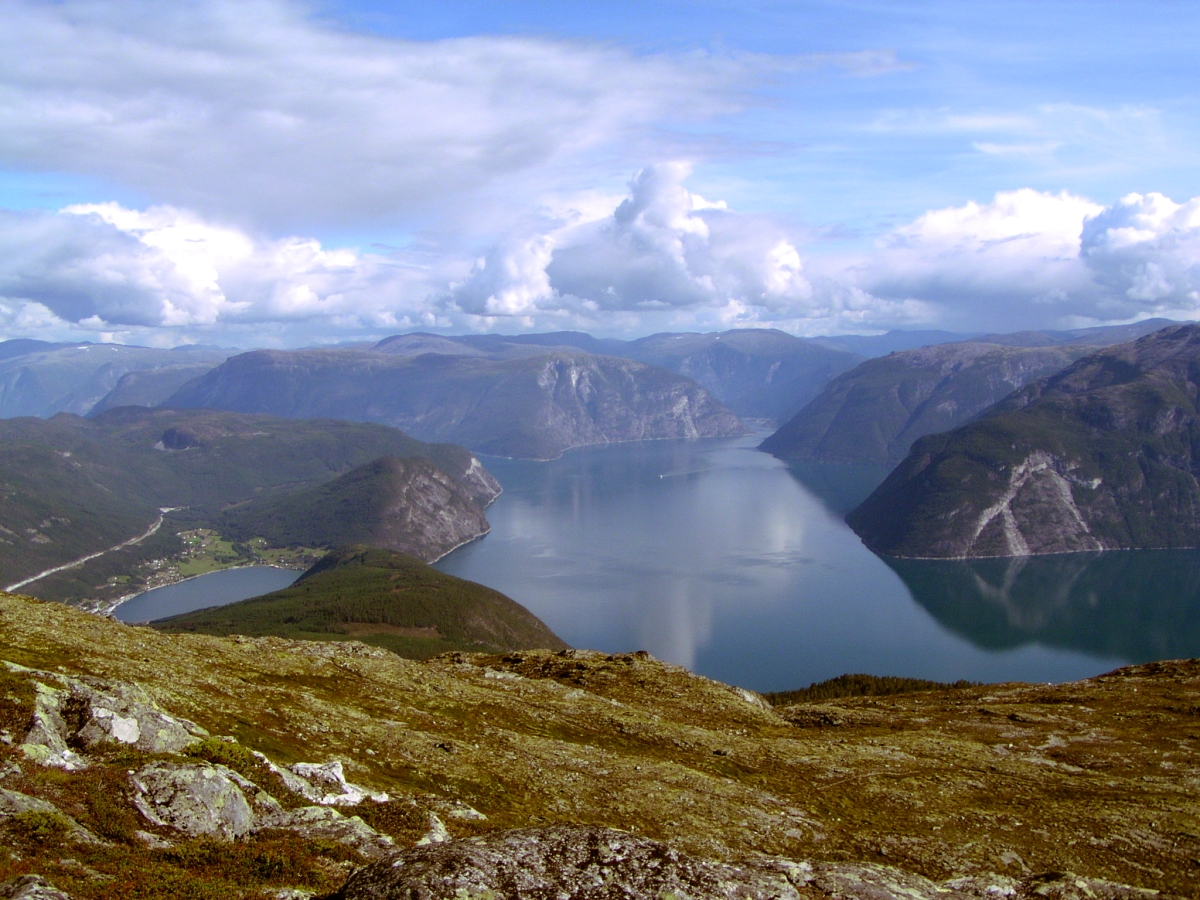